# Lyman Page
Lyman Alexander Page, Jr. (né le 24 septembre 1957) est professeur émérite de physique James Smith McDonnell à l'Université de Princeton. Il est un expert en cosmologie observationnelle et l'un des co-chercheurs originaux du projet Wilkinson Microwave Anisotropy Probe (WMAP) qui effectue des observations précises du rayonnement électromagnétique du Big Bang, connu sous le nom de rayonnement de fond cosmique.

## Jeunesse et éducation
Page est né à San Francisco  en 1957 et traverse la Virginie et le New Hampshire avec ses parents, pour finalement s'installer dans le Maine. Son père est pédiatre et sa mère artiste. Il a un frère et une sœur plus jeunes. Il s'intéresse à la Physique au Bowdoin College, Brunswick, Maine, où il fait ses études de premier cycle, après un cours de Elroy O. LaCasce. Il travaille sur le principe de Mach pour un projet de cours et est attiré par la cosmologie. Page obtient un BA en physique en 1978. 
Il devient ensuite technicien de recherche pendant 15 mois à la Bartol Research Foundation (aujourd'hui Bartol Research Institute), stationné à la station McMurdo en Antarctique et exploitant une station de rayons cosmiques. De retour aux États-Unis, il achète et reconstruit un voilier, et commence à naviguer autour de la côte Est et des Caraïbes pendant 2 ans et demie. Il travaille par intermittence à terre dans la menuiserie, le gréement et d'autres types de services de bateaux, jusqu'à ce qu'il survive à une tempête près du Venezuela, après quoi il décide de poursuivre des études supérieures. Rainer Weiss du département de physique du Massachusetts Institute of Technology (MIT) accepte de laisser Page travailler dans son laboratoire, bien que sans salaire, donc Page travaille comme charpentier le jour et au laboratoire de Weiss la nuit. Finalement, en 1983, Page commence ses études de doctorat au MIT sous la direction de Stephan S. Meyer, qu'il achève 6 ans plus tard. 

## Carrière scientifique
Après son doctorat, Page reste au MIT en tant que chercheur postdoctoral et rejoint le département de physique de l'Université de Princeton en 1990, d'abord en tant qu'instructeur, puis promu professeur adjoint un an plus tard et professeur associé en 1995. Il est professeur titulaire en 1998. Depuis 2005, il est nommé successivement à différentes chaires dotées, dont la chaire de physique Henry DeWolf Smyth (2005-2014), la chaire de physique Cyrus Fogg Brackett (2014-2015) et la chaire de physique émérite James Smith McDonnell (depuis 2015).
Entre 2011 et 2017, Page est président ou chef du département de physique de l'Université de Princeton. 
Page est le directeur fondateur du projet de Télescope cosmologique d'Atacama de 2004 à 2014. Il est membre du conseil d'administration de l'Observatoire Simons conseiller pour la gravité et l'univers extrême à l'Institut canadien de recherches avancées et siège au conseil d'administration de la Research Corporation for Science Avancement.
Les recherches de Page se concentrent sur le rayonnement de fond cosmique (CMB), qui est le rayonnement électromagnétique du Big Bang. En 1991, Page, avec David Todd Wilkinson, Norman Jarosik et Edward J. Wollack, conçoit un satellite conçu pour détecter spécifiquement le CMB. Ils s'associent sont finalement à l'Université Johns-Hopkins, à l'Université de Californie à Los Angeles, au Goddard Space Flight Center de la NASA et à d'autres institutions et l'effort devient le projet Wilkinson Microwave Anisotropy Probe (WMAP), qui est nommé en l'honneur de Wilkinson. Le satellite est lancé en 2001. Étant donné que CMB vient d'une époque où l'univers a commencé, WMAP permet l'étude de l'histoire des débuts de l'univers, notamment son expansion, ainsi que sa composition.

## Vie privée
Page rencontre sa femme, Elizabeth Olson, pendant ses années de doctorat au Massachusetts Institute of Technology. Olson est professeur de biophysique à l'Université Columbia. Ils ont trois garçons.